# (34064) 2000 OK51
2000 OK51 (asteroide 34064) é um asteroide da cintura principal. Possui uma excentricidade de 0.27803110 e uma inclinação de 10.43315º.
Este asteroide foi descoberto no dia 30 de julho de 2000 por LINEAR em Socorro.